# Vierge à l'Enfant avec le jeune saint Jean-Baptiste (Florence)
Pour les articles homonymes, voir Vierge à l'Enfant avec le jeune saint Jean-Baptiste.
La Vierge à l'Enfant avec le jeune saint Jean-Baptiste est un tableau réalisé vers 1505 par le peintre italien Sandro Botticelli et son atelier. Cette huile sur toile est une Madone qui représente Marie se penchant pour permettre au petit Jean le Baptiste de déposer un baiser sur les joues de l'Enfant Jésus. Conservée à la galerie Palatine, à Florence, l'œuvre connaît au moins deux répliques d'atelier à la composition inversée, l'une à Birmingham, au Royaume-Uni, et l'autre à Champigny-en-Beauce, en France.

## Répliques d'atelier

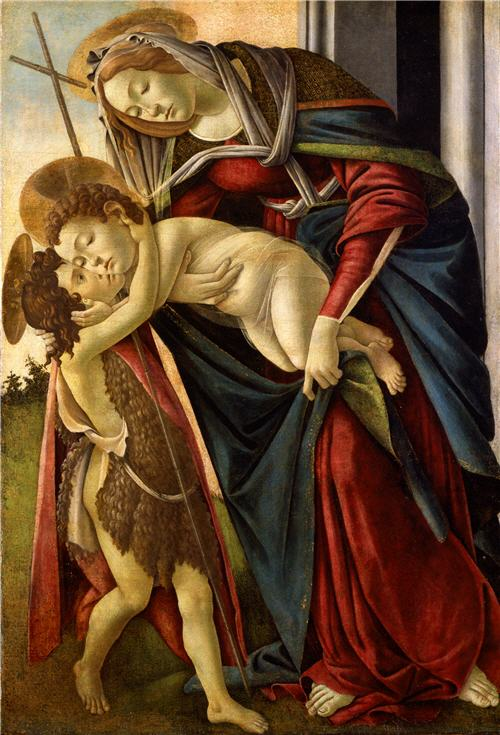
Vierge à l'Enfant avec le jeune saint Jean-Baptiste, vers 1505-1510 – Barber Institute of Fine Arts, Birmingham.
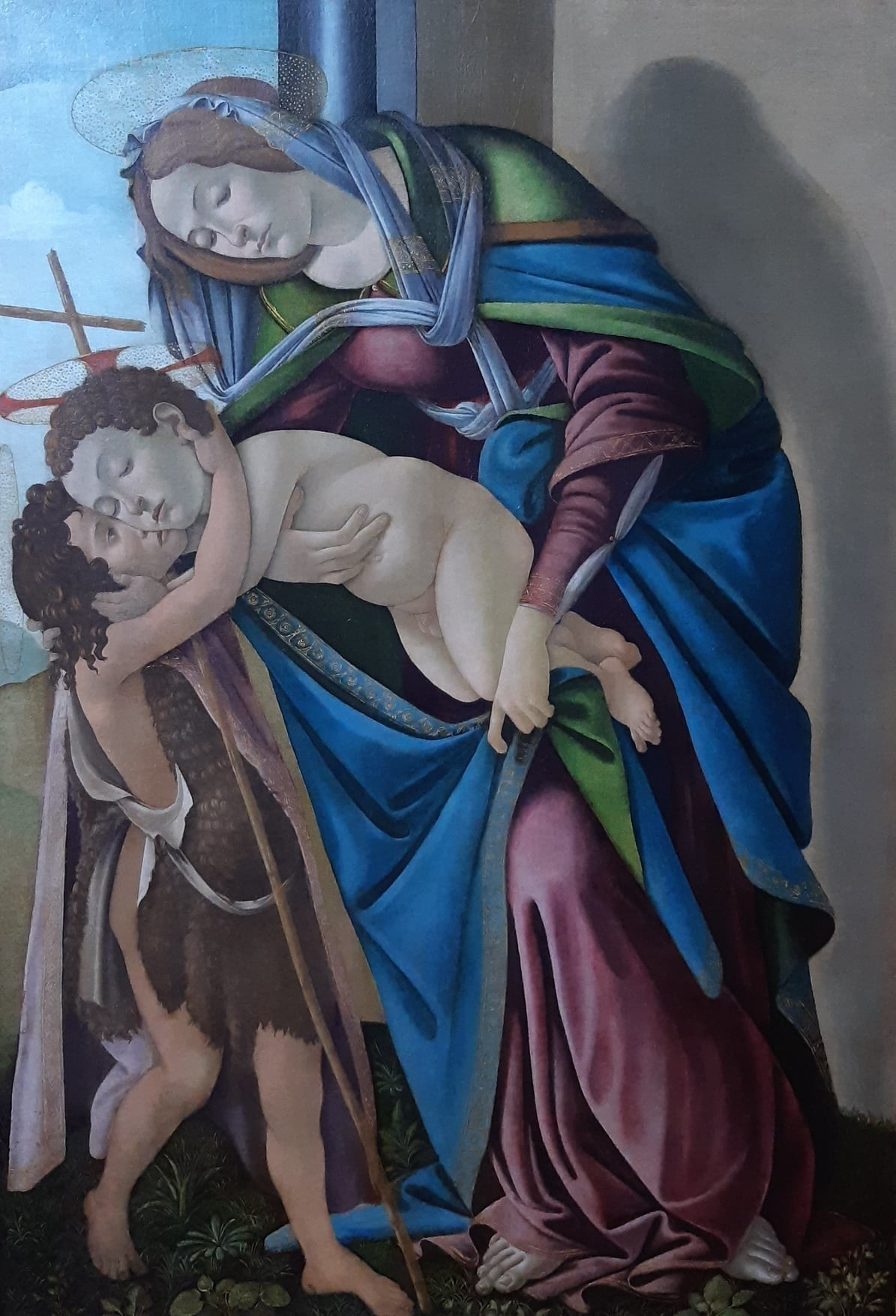
Vierge à l'Enfant avec le jeune saint Jean-Baptiste, vers 1510 – Église, Champigny-en-Beauce.